# Tomoderus satoi
Tomoderus satoi là một loài bọ cánh cứng trong họ Anthicidae. Loài này được Saito miêu tả khoa học năm 2003.